# 시큐리온
시큐리온(SecuriON)은 대한민국 정보보안 소프트웨어 개발 기업 아이넷캅의 관계사이자 온시큐어홀딩스의 자회사로 2019년 5월 설립됐다. 머신러닝 기반의 모바일 IoT 안티바이러스 솔루션 브랜드 ‘On(온)’ 시리즈 사업을 전담하고 있다.
'On’ 시리즈의 대표 제품인 모바일 안티바이러스 ‘OnAV’는 AV-TEST를 비롯해 AV-Comparatives, PCSL, MRG-Effitas, GS 인증 등 국내외 주요 인증을 획득했다.
2019년 9월 ‘국제 안티멀웨어 테스트 표준화 기구 AMTSO(Anti-Malware Testing Standards Organization)에 합류했다.

## 역사
관계사 아이넷캅 내부에서 모바일 종합 보안 솔루션 프로젝트를 담당하던 ‘On’ Brand 사업부가 전신이다. 머신러닝을 활용한 차세대 보안 기술을 연구하는 가운데 2017년 지주사인 온시큐어홀딩스가 설립됐으며, 2018년 ‘On’ Brand 사업부의 분사가 결정됐다. 2019년 5월 15일 시큐리온 법인을 설립하고 ‘On’ 브랜드 사업을 위한 라이선스를 양수했다.

## 주요제품
- OnAV: 개인용 모바일 무료 안티바이러스 솔루션
- OnAV Enterprise: 기업용 모바일 안티바이러스 솔루션
- OnAV for TV: 스마트TV 전용 안티바이러스 솔루션
- OnAppScan: 악성 앱 종합 분석 시스템

## 자회사 및 관계사
- 온시큐어홀딩스: 2017년 9월 27일 설립됐으며, 아이넷캅과 시큐리온의 지주사다.
- 아이넷캅: 2005년 1월 20일 설립된 정보보안 기술 기업으로 안티바이러스, 악성 앱 분석, 커널 보안 기술을 보유하고 있다.

## 같이 보기
온시큐어홀딩스
아이넷캅